# Alfarp
Alfarp (em castelhano e oficialmente) ou Alfarb (em valenciano) é um município da Espanha na província de Valência, Comunidade Valenciana. Tem 20,6 km² de área e em 2021 tinha 1 564 habitantes (densidade: 75,9 hab./km²).

## Demografia
| Variação demográfica do município entre 1991 e 2004 | Variação demográfica do município entre 1991 e 2004 | Variação demográfica do município entre 1991 e 2004 | Variação demográfica do município entre 1991 e 2004 |
| --------------------------------------------------- | --------------------------------------------------- | --------------------------------------------------- | --------------------------------------------------- |
| 1991                                                | 1996                                                | 2001                                                | 2004                                                |
| 1335                                                | 1336                                                | 1353                                                | 1369                                                |